# 山桜 (箏曲)
山桜（やまざくら）は、箏曲の曲名。幕末の万延、文久頃、名古屋、京都で活躍した盲人音楽家吉沢検校が作曲した。『初瀬川』『唐衣』『新雪月花』と共に、「古今新組」の一曲。新古今和歌集からヤマザクラの歌二首を採り、吉沢自身が考案した「新古今調子」という新たな箏の調弦法によって作曲されている。当時の複雑煩瑣に発達した音楽から、復古的な簡潔美を求めて作られた。

## 作曲の経緯
伝承によれば、吉沢検校はこの曲を養老山系で作ったと言われ、それに際してはロマンスがあったとも伝えられる。